# ニーデック城
ニーデック城（独: Burg Nydegg、[ˈnidɛk]）は、スイスのベルン州ベルン市マッテ地区にある城。12世紀の建立。城の名称は、中高ドイツ語の「下の隅」（nyd-egg）に由来する。神聖ローマ帝国の帝国城塞の一つ。

## 概要

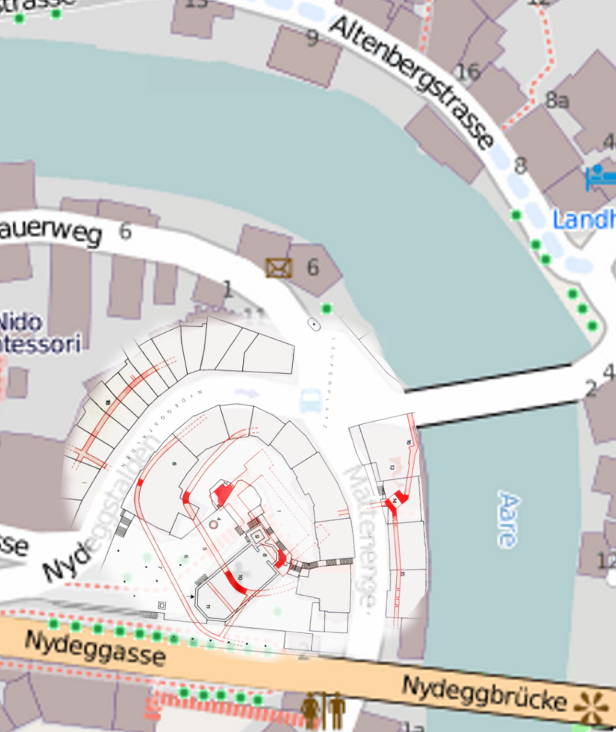
間取りと発掘された遺構

ニーデック城は、アーレ半島の先端に建っており、現在はニーデック教会の聖歌壇がある。中庭を有する居住塔（22.5 × 16.2 m）が、四角い塔と井戸とともに中央にあった。植栽が円形の城壁に囲まれており、その外側で川の反対側には深さ約8mの堀があった。城の下には城下町があり、それも第二の城壁に守られていた。

## 歴史
ツェーリンゲン家のベルトルト5世公爵は、1190年に都城としてニーデック城を建設した。城には代官が駐在し、アーレ川を渡る船の交通を統制し保護する役割があった。
1212年に、ニーデック城は帝国城塞となった。
しかし、1268年から1270年にかけて、ベルン政府は土地の必要からニーデック城を曳いて移設し、かつ他国の貴族が所有権を主張することを防いだ。1274年1月16日付の公文書には、ハプスブルク家のローマ王ルドルフ1世がベルン市に城の破却を許可している。
城の跡地には、1341年から1346年にかけてドイツ騎士団がニーデック教会を建立した。

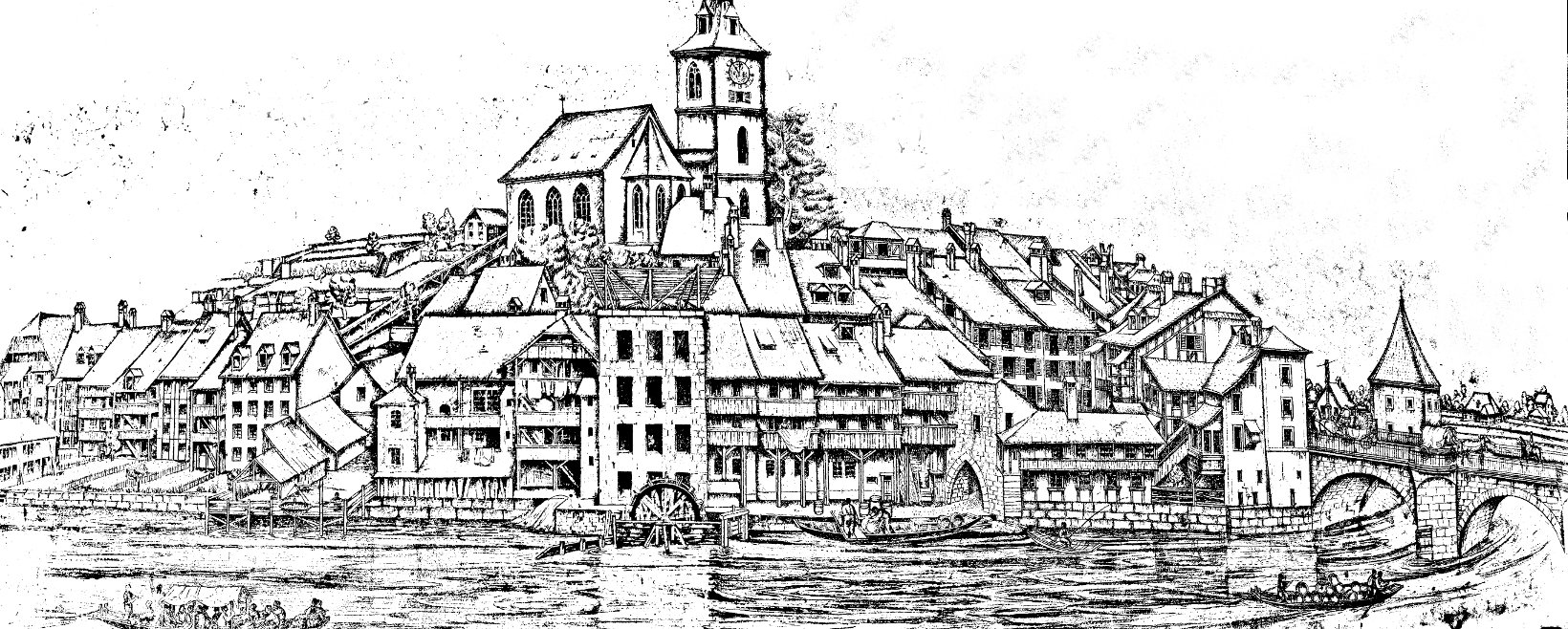
家屋の前面に取り込まれている城門の様子（1820年）

新しいニーデック橋の建設が始まった1840年から1854年にかけて、城の遺構が発見された。さらに1951年から1962年にかけて、ベルンの美術史学者パウル・ホーファー（Paul Hofer）の指揮のもとに発掘調査が行われ、城の中心井戸が復元された。